# 中野瑠馬
中野 瑠馬（なかの りゅうま、2002年10月6日 - ）は、大阪府高石市出身のプロサッカー選手。Jリーグ・京都サンガF.C.所属。ポジションはミッドフィールダー。

## 来歴
京都サンガF.C.の下部組織で育成されたが、トップ昇格は叶わず立命館大学に進学。
2023年3月3日、2025年シーズンからの京都サンガF.C.加入内定と特別指定選手承認が発表された。中野は京セラ、学校法人立命館、京都サンガF.C.が連携して育成を行うスカラーアスリートプロジェクトの出身者であり、立命館大学からプロジェクト出身者が加入するのはこれが初となる。3月8日、ルヴァンカップのガンバ大阪戦で公式戦デビューを飾った。

## 所属クラブ
- 高石中央jsc
- 賢明学院中学校
- 2018年 - 2020年 京都サンガF.C.U-18
- 2021年 - 2024年 立命館大学
  - 2023年 - 2024年  京都サンガF.C.（特別指定選手）
- 2025年 -  京都サンガF.C.

## 個人成績
| 国内大会個人成績 | 国内大会個人成績 | 国内大会個人成績 | 国内大会個人成績 | 国内大会個人成績 | 国内大会個人成績 | 国内大会個人成績 | 国内大会個人成績 | 国内大会個人成績 | 国内大会個人成績 | 国内大会個人成績 | 国内大会個人成績 |
| 年度             | クラブ           | 背番号           | リーグ           | リーグ戦         | リーグ戦         | リーグ杯         | リーグ杯         | オープン杯       | オープン杯       | 期間通算         | 期間通算         |
| 年度             | クラブ           | 背番号           | リーグ           | 出場             | 得点             | 出場             | 得点             | 出場             | 得点             | 出場             | 得点             |
| 日本             | 日本             | 日本             | 日本             | リーグ戦         | リーグ戦         | リーグ杯         | リーグ杯         | 天皇杯           | 天皇杯           | 期間通算         | 期間通算         |
| ---------------- | ---------------- | ---------------- | ---------------- | ---------------- | ---------------- | ---------------- | ---------------- | ---------------- | ---------------- | ---------------- | ---------------- |
| 2023             | 京都             | 48               | J1               | 0                | 0                | 1                | 0                | 0                | 0                | 1                | 0                |
| 2024             | 京都             | 48               | J1               | 5                | 0                | 0                | 0                | 0                | 0                | 5                | 0                |
| 通算             | 日本             | 日本             | J1               | 5                | 0                | 1                | 0                | 0                | 0                | 6                | 0                |
| 総通算           | 総通算           | 総通算           | 総通算           | 5                | 0                | 1                | 0                | 0                | 0                | 6                | 0                |

- 2023年、2024年は特別指定選手

## 代表歴
- 2018年 U-16日本代表
- 2019年 U-17日本代表